# Georgios Iatridis
Georgios Iatridis fue un esgrimista griego, que compitió en los Juegos Olímpicos de Atenas 1896 y en los Juegos Olímpicos Intercalados de Atenas 1906.

## Carrera
Iatridis compitió en el evento de sable. En el torneo de cinco hombres, todos contra todos, perdió contra cuatro de ellos. Fue derrotado por Ioannis Georgiadis, Adolf Schmal, Tilemachos Karakalos y Holger Nielsen, quedando en la última posición.